# Colby Armstrong
Pour les articles homonymes, voir Colby (homonymie) et Armstrong.
Colby Joseph Armstrong (né le 23 novembre 1982 à Lloydminster dans la province de Saskatchewan au Canada) est un joueur professionnel canadien de hockey sur glace. Il évoluait au poste d'ailier droit. Il est actuellement analyste pour les matchs de hockey sur Sportsnet.

## Biographie
Armstrong commence à jouer au hockey en ligue junior en 1998-1999 au sein des Rebels de Red Deer de la Ligue de hockey de l'Ouest. Il est ensuite choisi par les Penguins au repêchage d'entrée dans la LNH 2001 au premier tour (21e choix au total). Il ne joue pas pour autant de suite dans la franchise et fait d'abord  ses premiers pas au sein de l'équipe réserve des Penguins : Penguins de Wilkes-Barre/Scranton de la Ligue américaine de hockey.
Il fait ses débuts dans la Ligue nationale de hockey en tant qu'ailier droit au cours de la saison 2005-2006. Il a réalisé une très bonne saison avec 47 matchs et 40 points (dont 16 buts).  Avec l'équipe 2006-2007 des Penguins, ils parviennent pour la première fois aux séries éliminatoires depuis 2002 mais perdent au premier tour contre les Sénateurs d'Ottawa.
Il est appelé pour représenter le Canada lors du championnat du monde de 2007 en compagnie de son coéquipier, Jordan Staal. Il gagne alors la médaille d'or en inscrivant le but de la victoire en finale.
Le 26 février 2008, les Penguins l'envoient avec Erik Christensen, Angelo Esposito et leurs choix de premier tour au repêchage de 2008 aux Thrashers d'Atlanta en retour de Pascal Dupuis et Marián Hossa. Après deux saisons avec Atlanta, il signe le 1er juillet 2010 un contrat de trois ans en tant qu'agent libre avec les Maple Leafs de Toronto. Après deux saisons marqués par des blessures, les Maple Leafs rachètent sa dernière année de contrat.
Le 1er juillet 2012, il accepte un contrat d'un an et un million de dollars en tant qu'agent libre avec les Canadiens de Montréal. Il joue 37 matchs durant la saison 2012-2013 écourtée par un lock-out où il joua sur la quatrième ligne d'attaquants.
Laissé libre par les Canadiens, il quitte la LNH et signe le 27 juillet 2013 avec les Växjö Lakers HC au championnat de Suède. Il joue une saison avec l'équipe suédoise.
Il agit actuellement à titre d'analyste pour les matchs de hockey sur Sportsnet.

## Statistiques

### En club
| Saison     | Équipe                 | Ligue      |     | Saison régulière | Saison régulière | Saison régulière | Saison régulière | Saison régulière |   | Séries éliminatoires | Séries éliminatoires | Séries éliminatoires | Séries éliminatoires | Séries éliminatoires |
| Saison     | Équipe                 | Ligue      | PJ  | B                | A                | Pts              | Pun              | PJ               | B | A                    | Pts                  | Pun                  |                      |                      |
| 1998-1999  | Rebels de Red Deer     | LHOu       | 1   | 0                | 1                | 1                | 0                | -                | - | -                    | -                    | -                    |                      |                      |
| 1999-2000  | Rebels de Red Deer     | LHOu       | 68  | 13               | 25               | 38               | 122              | 2                | 0 | 1                    | 1                    | 11                   |                      |                      |
| 2000-2001  | Rebels de Red Deer     | LHOu       | 72  | 36               | 42               | 78               | 156              | 21               | 6 | 6                    | 12                   | 39                   |                      |                      |
| 2001-2002  | Rebels de Red Deer     | LHOu       | 64  | 27               | 41               | 68               | 115              | 23               | 6 | 10                   | 16                   | 32                   |                      |                      |
| 2002-2003  | Penguins de WBS        | LAH        | 73  | 7                | 11               | 18               | 76               | 3                | 0 | 0                    | 0                    | 4                    |                      |                      |
| 2003-2004  | Penguins de WBS        | LAH        | 67  | 10               | 17               | 27               | 71               | 24               | 3 | 2                    | 5                    | 4                    |                      |                      |
| 2004-2005  | Penguins de WBS        | LAH        | 80  | 18               | 37               | 55               | 89               | 10               | 4 | 2                    | 6                    | 14                   |                      |                      |
| 2005-2006  | Penguins de WBS        | LAH        | 31  | 11               | 18               | 29               | 44               | -                | - | -                    | -                    | -                    |                      |                      |
| 2005-2006  | Penguins de Pittsburgh | LNH        | 47  | 16               | 24               | 40               | 58               | -                | - | -                    | -                    | -                    |                      |                      |
| 2006-2007  | Penguins de Pittsburgh | LNH        | 80  | 12               | 22               | 34               | 66               | 5                | 0 | 1                    | 1                    | 11                   |                      |                      |
| 2007-2008  | Penguins de Pittsburgh | LNH        | 54  | 9                | 15               | 24               | 50               | -                | - | -                    | -                    | -                    |                      |                      |
| 2007-2008  | Thrashers d'Atlanta    | LNH        | 18  | 4                | 7                | 11               | 6                | -                | - | -                    | -                    | -                    |                      |                      |
| 2008-2009  | Thrashers d'Atlanta    | LNH        | 82  | 22               | 18               | 40               | 75               | -                | - | -                    | -                    | -                    |                      |                      |
| 2009-2010  | Thrashers d'Atlanta    | LNH        | 79  | 15               | 14               | 29               | 61               | -                | - | -                    | -                    | -                    |                      |                      |
| 2010-2011  | Maple Leafs de Toronto | LNH        | 50  | 8                | 15               | 23               | 61               | -                | - | -                    | -                    | -                    |                      |                      |
| 2011-2012  | Maple Leafs de Toronto | LNH        | 29  | 1                | 2                | 3                | 9                | -                | - | -                    | -                    | -                    |                      |                      |
| 2012-2013  | Canadiens de Montréal  | LNH        | 37  | 2                | 3                | 5                | 12               | 4                | 0 | 0                    | 0                    | 15                   |                      |                      |
| 2013-2014  | Växjö Lakers HC        | SHL        | 37  | 12               | 7                | 19               | 26               | 10               | 0 | 1                    | 1                    | 20                   |                      |                      |
| Totaux LNH | Totaux LNH             | Totaux LNH | 476 | 89               | 120              | 209              | 376              | 9                | 0 | 1                    | 1                    | 26                   |                      |                      |

### En équipe nationale
| Année | Compétition          |   | PJ | B | A | Pts | Pun               |  | Résultat |
| 2007  | Championnat du monde | 9 | 1  | 1 | 2 | 4   | Médaille d'or     |  |          |
| 2009  | Championnat du monde | 9 | 0  | 3 | 3 | 4   | Médaille d'argent |  |          |

## Parenté dans le sport
Son frère Riley Armstrong est également joueur de hockey sur glace professionnel.